# Mary Electa Allenová

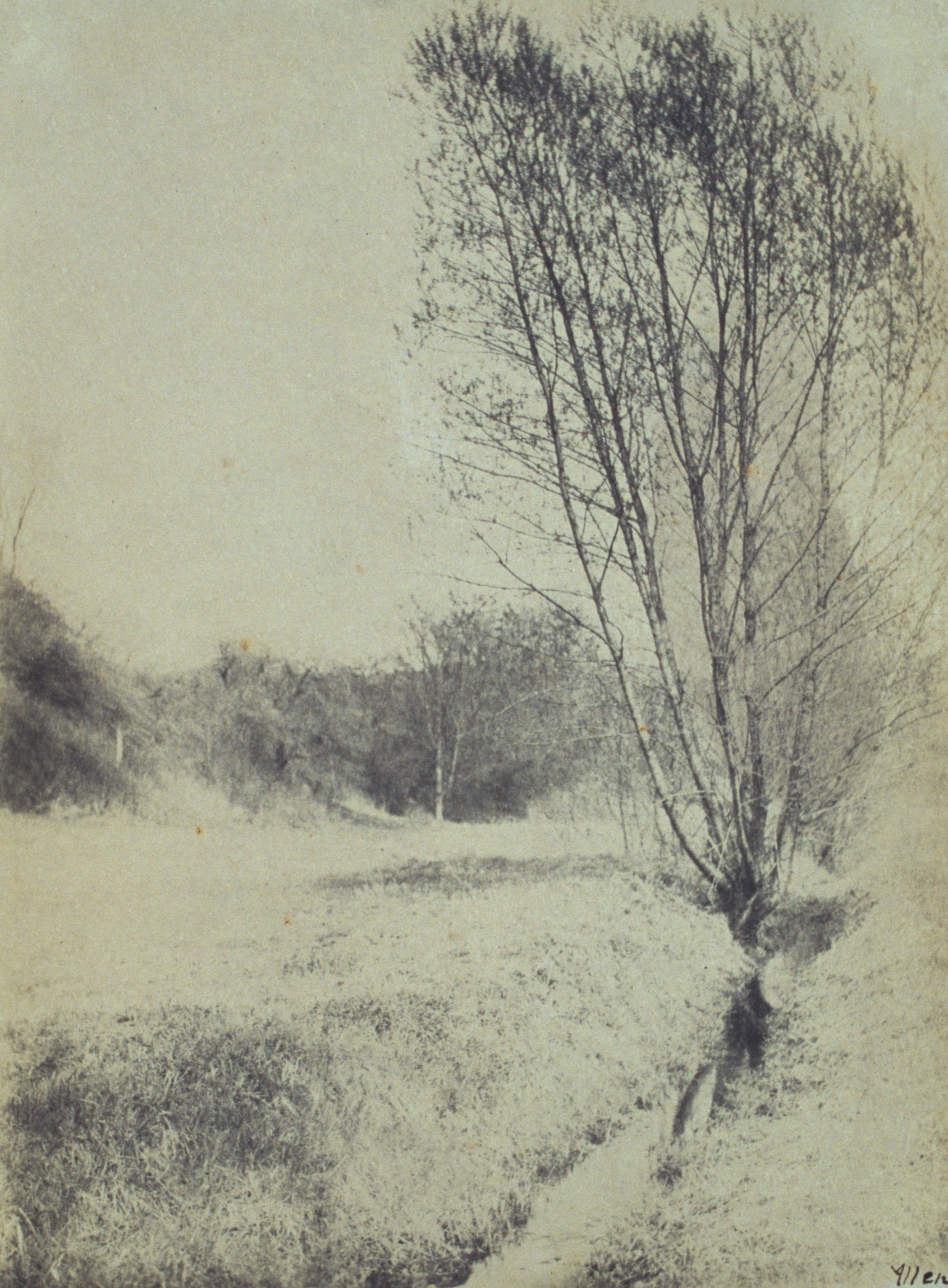
Vrby

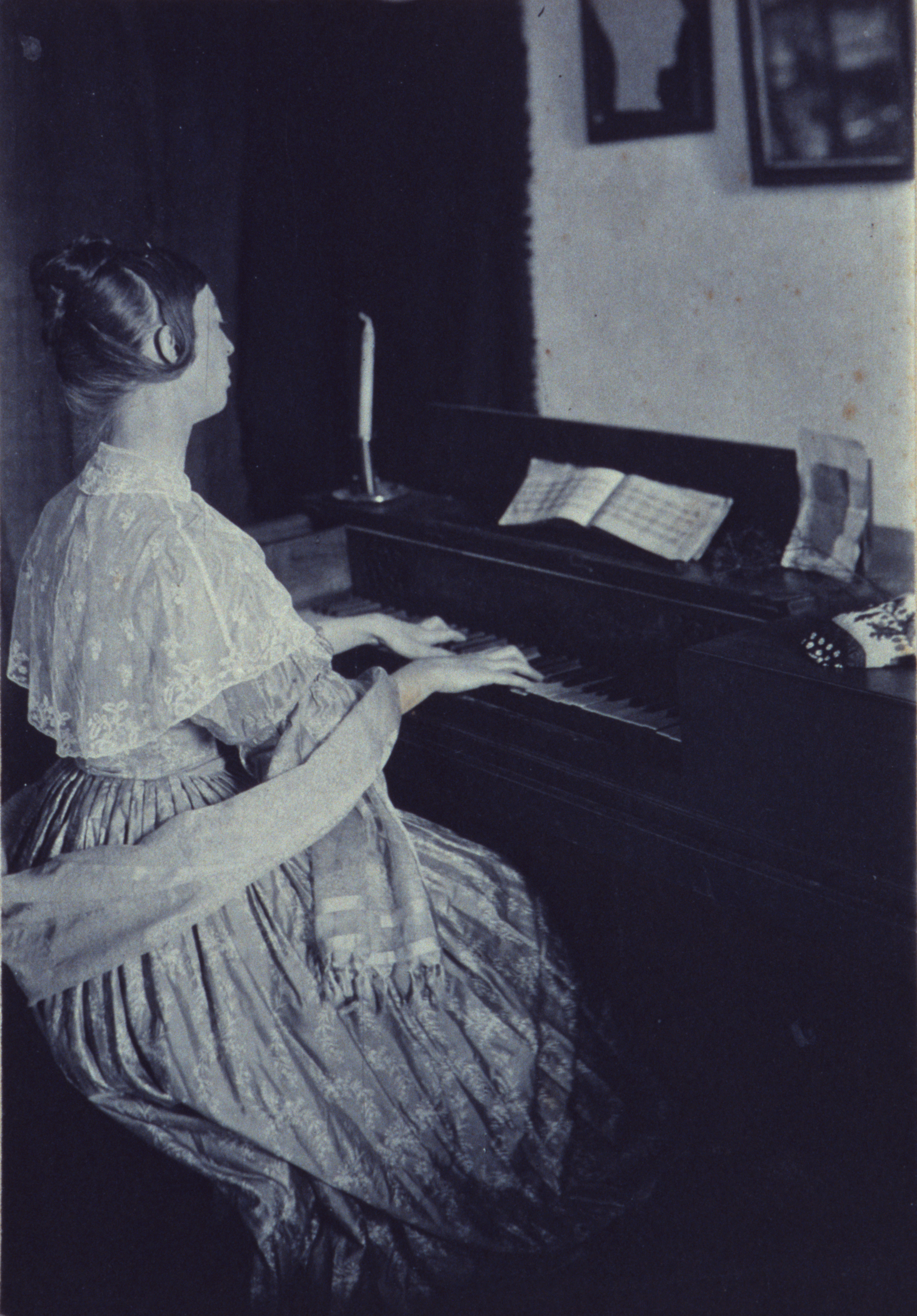
U spinetu

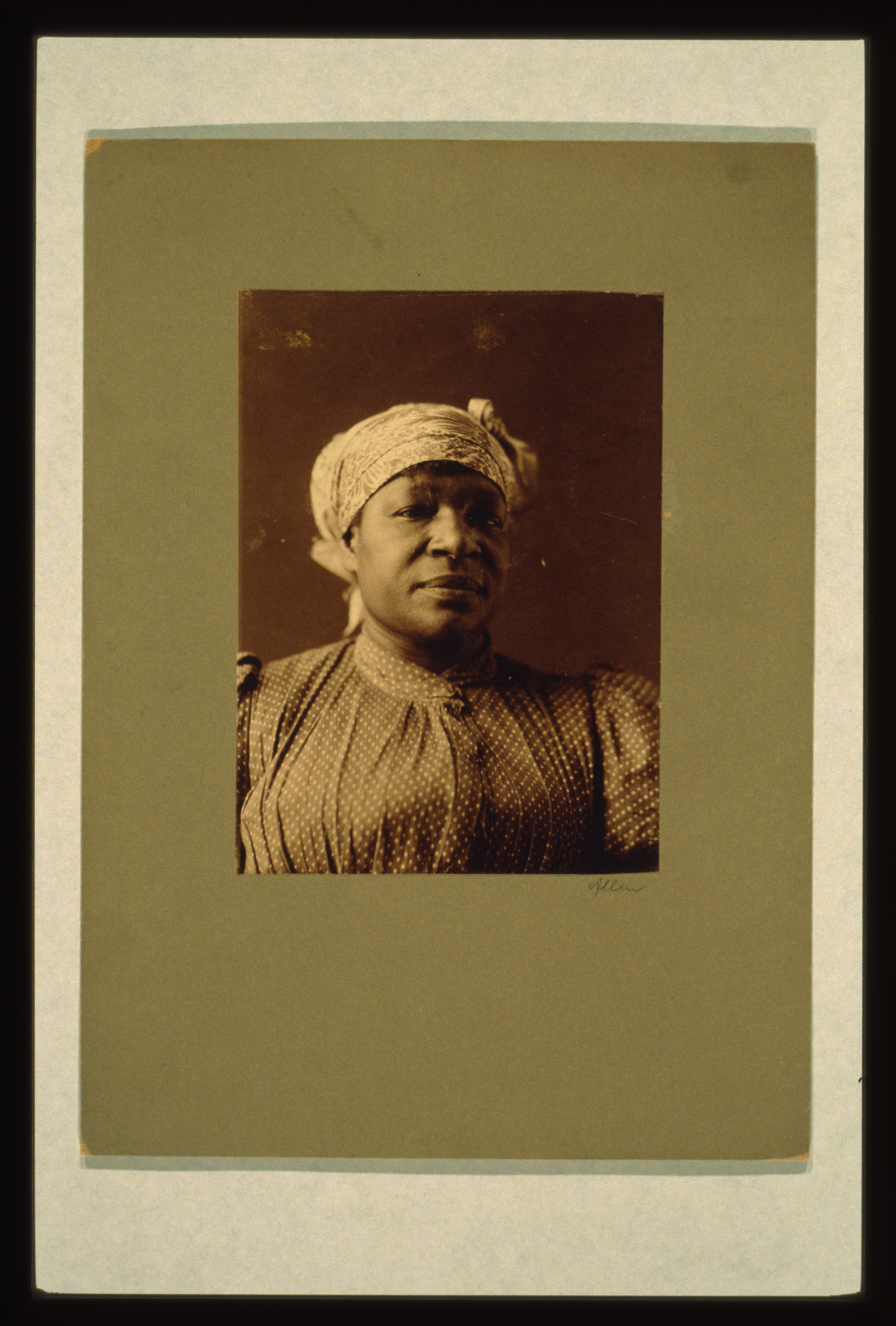
Naše Margaret

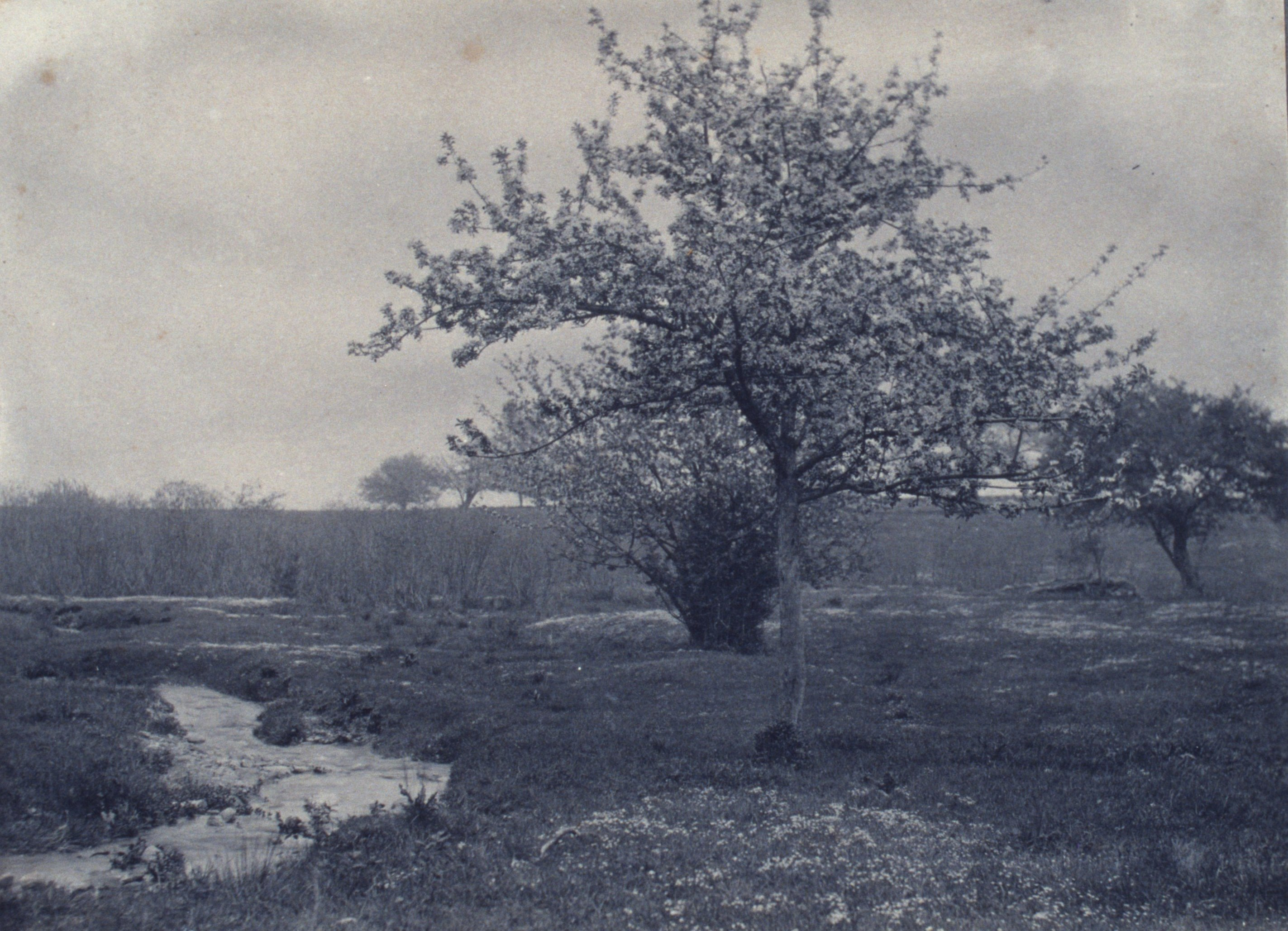
V květnu

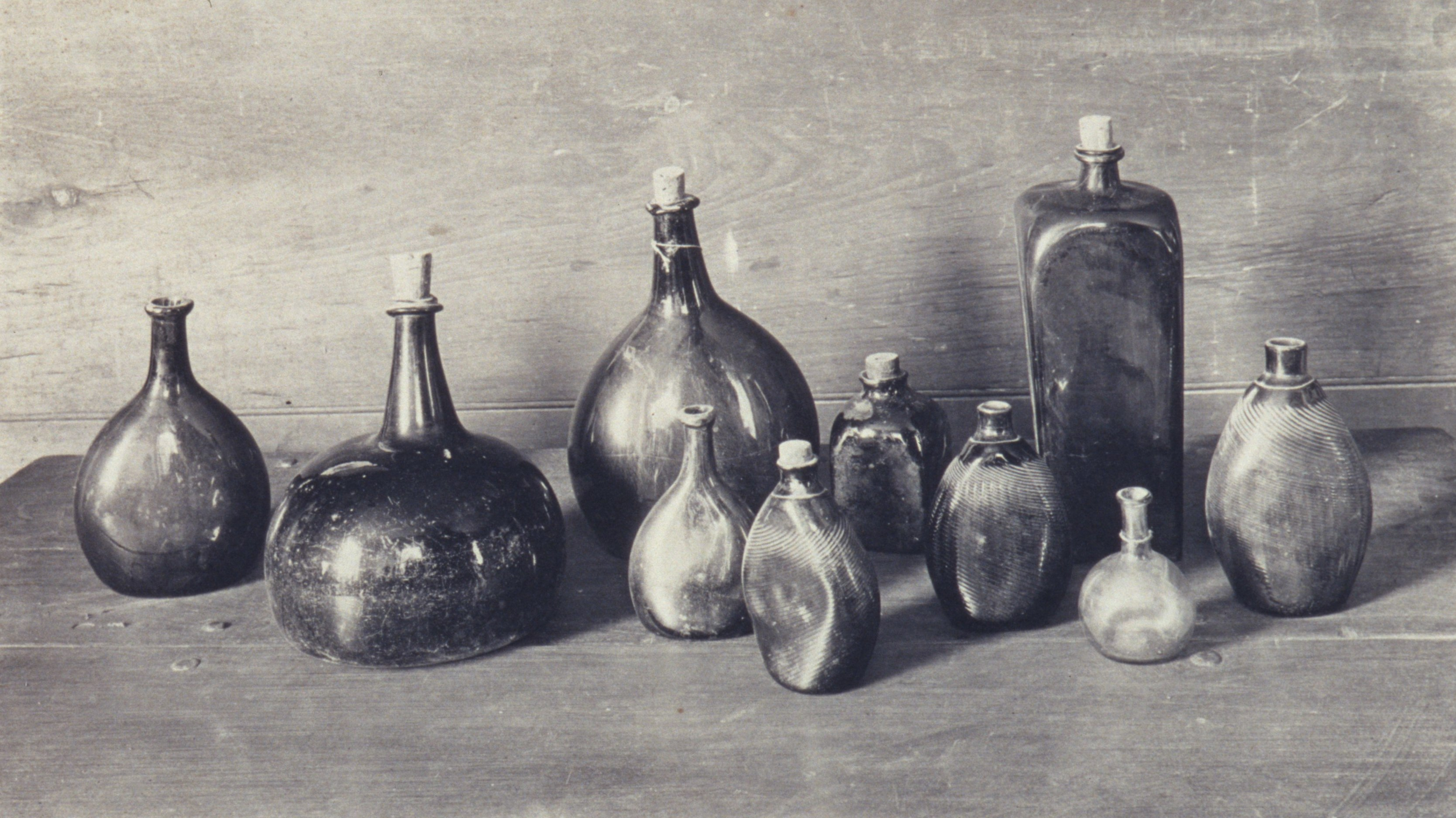
Koloniální sklo

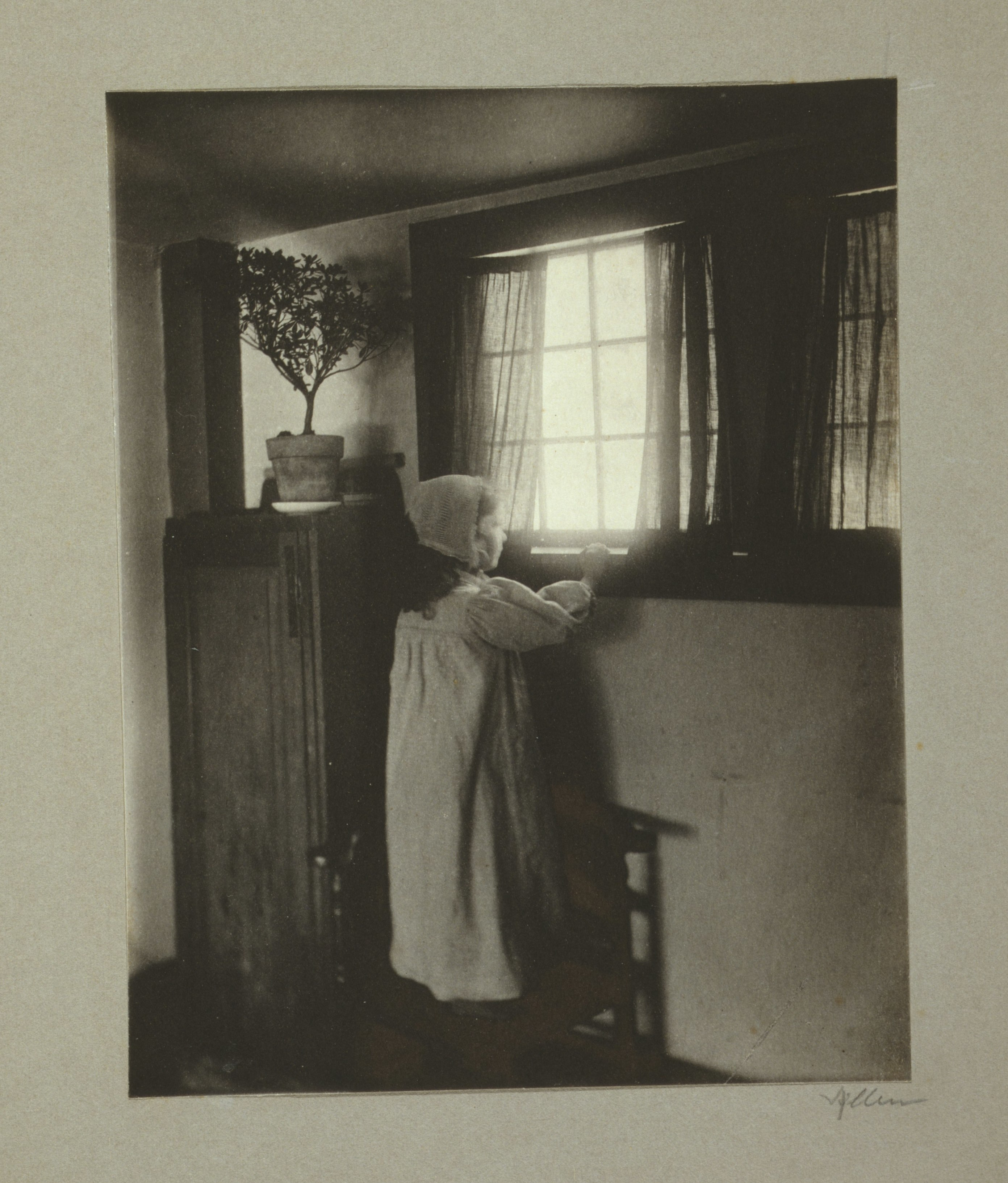
Dobré ráno!

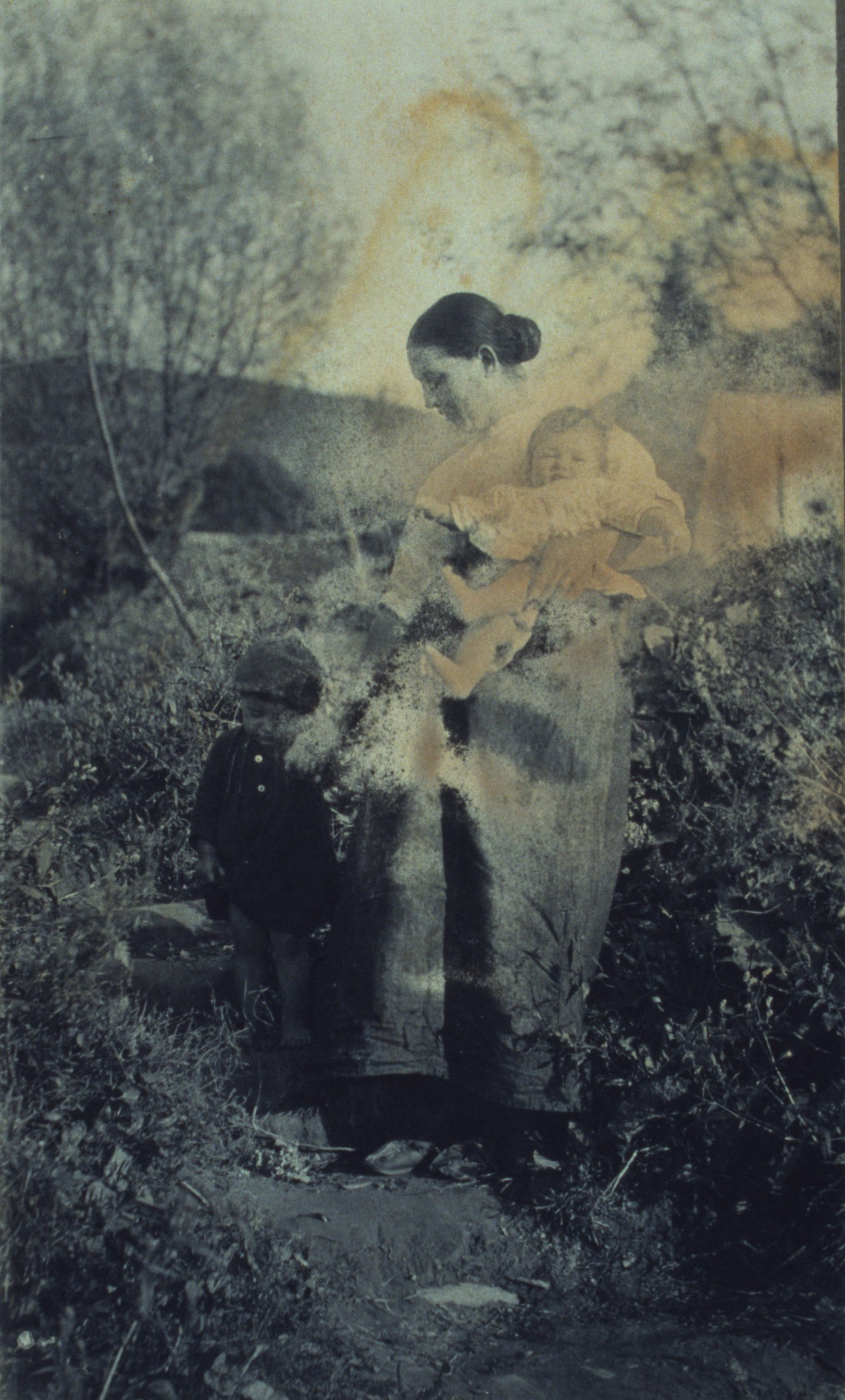
Obtížný krok

Mary Electa Allenová (nepřechýleně Mary Electa Allen; 14. května 1858 – 18. února 1941) byla americká fotografka a spoluzakladatelka Deerfield Society of Blue and White Needlework. Pracovala po boku své sestry jako fotografka od roku 1885 do roku 1920 zachycující život a krajinu Old Deerfield, mimo jiné fotografovala subjekty a placené zakázky.
Její práce byla zásadní pro hnutí Deerfield Arts and Crafts (Hnutí uměleckých řemesel), které vzniklo koncem 19. století. Zachycovala život a dílo umělců a řemeslníků, rozsáhle psala o pokroku hnutí a ilustrovala jejich práci fotografiemi v článcích v časopisech.

## Životopis
Allenová byl jedním ze čtyř dětí narozených v Deerfieldu v Massachusetts, Josiahu Allenovi, prosperujícímu farmáři, a jeho manželce Mary, rozené Stebbinsové.
Začala studovat na Deerfield Academy se svou sestrou Frances Stebbins Allenovou, kde měla poprvé příležitost se společensky, intelektuálně a umělecky vzdělávat. V roce 1874 se sestry zapojily do dvouletého programu na učitelské škole State Normal School, později známé jako Westfield State University, ve Westfieldu v Massachusetts. Sestry zahájily výuku po dokončení svého programu v roce 1876, ale nakonec musely skončit v roce 1886 kvůli značné ztrátě sluchu. Příčina této slabosti není známa, ale předpokládá se, že šlo o dědičný problém. Žádná ze sester nezažila žádné větší problémy, dokud jim nebylo něco přes dvacet a něco přes třicet. Jejich sluch byl vyšetřen Massachusetts Eye and Ear Infirmary v roce 1893; zatímco Francesina nemoc byla prohlášena za nevyléčitelnou, Mary podstoupila neúspěšnou operaci ucha.

## Fotografování a kariéra
Mary a Frances Allenovým poprvé představil fotografii jejich bratr Edmund Allen. Byl to stavební inženýr, který kvůli své práci musel fotografovat. Začaly fotografovat život kolem sebe v polovině 80. let 19. století, když opouštěly učitelskou profesi. Jejich rané fotografie zahrnují jejich rodinu, sousedy a okolní pole, farmy a domy v Deerfieldu. První záznam jejich fotografií pochází z roku 1884, kdy působily jako učitelky. V tomto okamžiku používaly měchový fotoaparát k výrobě albuminových tisků.
Značné uznání získaly v roce 1900, kdy byla jejich fotografie představena na Světové výstavě v Paříži. V roce 1901 si získaly popularitu, když je slavná fotografka a kritička Frances Benjamin Johnstonová v červencovém vydání časopisu Ladies' Home Journal nazvala dvěma „nejpřednějšími ženskými fotografkami v Americe“.
S využitím této nově nalezené popularity jako odrazového můstku přeměnily Mary a Frances v roce 1901 svůj domov na fungující fotografické studio. Tmavou komoru zřídily v ložnici v patře a salón pod ní sloužil jako prodejní místnost. Z tohoto podomácku postaveného ateliéru vydávaly a prodávaly své katalogy fotografií od roku 1904 do roku 1920, kdy Frances ztratila zrak. Mary pokračovala v práci a bydlela se svou sestrou. I když přestaly fotografovat v roce 1920, kdy vydaly svůj poslední katalog, pokračovaly v prodeji tisků až do roku 1935.
Mary často kategorizovala jejich práci jako „umění“ a „řemeslo“. Nazvala to „uměním“, protože jejich fotografie byly formou jejich kreativního vyjádření. Neustále zachycovaly svět, ve kterém žily, tak, jak ho viděly, pomocí svých jedinečných a inspirovaných technik, aby jej ukázaly světu. Nazývala to 'řemeslo', protože často pořizovaly portrétní fotografie a poskytovaly ilustrace pro různá témata v článcích v časopisech. Jejich fotografie obsahovaly čtyři hlavní témata:
1. Život dětí[11]
2. Přírodní scenérie
3. Hnutí Deerfield Arts and Crafts
4. Modely koloniálního života[12]

Fotografie pořízené sestrami byly odrazem jejich zájmu o koloniální historii města. V „Blue and White Needlework“, The House Beautiful, svazek III, duben 1898, Mary napsala:
„Deerfield v Massachusetts je studentovi historie dlouho znám jako zajímavé spojení mezi minulostí a současností. Přechod od starého k novému lze vysledovat téměř nepřetržitě, protože patří k oběma obdobím a přitom k žádnému zcela. Nejnovější vývoj, Deerfield Society of Blue-and-White Needlework, je zvláštním příkladem této kontinuity."
Nikdy nevydělaly značné peníze prodejem tisků a katalogů; přesto se jim v roce 1908 podařilo cestovat do Británie a do Grand Canyonu a Yosemitského údolí v roce 1916. Mary měla dokonce příležitost zúčastnit se druhé inaugurace prezidenta Williama McKinleyho v roce 1901 v Kapitolu Spojených států ve Washingtonu.
Sestry byly často souhrnně označovány jako Slečny Allenovy. ('the Misses Allen')

### Zapojení do hnutí Deerfield Arts and Crafts
Hnutí Arts and Crafts začalo v Anglii v důsledku industrializace v 19. století díky úsilí architekta a designéra Augusta Pugina, uměleckého kritika Johna Ruskina, William Morris (textilní návrhář, spisovatel a sociální aktivista) a jejich spolupracovníků. Jejich nápady nakonec ovlivnily americkou uměleckou a řemeslnou komunitu s hnutím zakořeněným v různých městech a obcích. V červnu 1987 byla v Bostonu založena Společnost pro umění a řemesla. Toto bylo následováno vytvořením jiných společností, mezi ostatními v Chicagu, Minneapolis, New Yorku nebo Deerfieldu.
Zatímco obě sestry Allenovy byly aktivně zapojeny do hnutí Deerfield Arts and Crafts, Mary hrála klíčovou roli v jeho rozvoji a pokroku v jejich malém venkovském městě. Obě fotografovaly dění související s hnutím, včetně lidí pracujících na umění a řemeslech, a katalogizovaly objekty, které jejich obyvatelé vyrobili.
Mary na nějakou dobu opustila fotografii, aby se třemi dalšími lidmi založila Deerfield Society of Blue and White Needlework, organizaci zabývající se výrobou vyšívaných textilií. V roce 1896 navrhla pečeť organizace, písmeno 'D' umístěné přes kolečko kolovratu, které bylo vyšívané na všech předmětech nabízených k prodeji.
Byla také zapojena do Society of Deerfield Industries, pracovala jako její pokladnice v letech 1901 až 1919 a do roku 1923 sloužila jako členka výkonného výboru. Mary aktivně propagovala hnutí Deerfield Arts and Crafts tím, že o něm psala články nebo ilustrovala články napsané jinými pomocí fotografií zachycených oběma sestrami.
V září 1892 vyšel v New England Magazine článek napsaný Mary. Článek s názvem 'Old Deerfield' byl stěžejní pro umístění venkovského historického města na turistickou mapu. Příliv turistů a rostoucí popularita slečen Allenových jim pomohly prodávat své fotografie a poskytly příležitost dalším obyvatelům prodávat své řemeslo.

## Popracovní roky a smrt
Marie pokračovala v práci i během dvacátých let; Frances však během desetiletí začala ztrácet svůj zrak. Žily ve svém domě a pokračovaly ve spolupráci s místní komunitou umělců a řemeslníků až do své smrti. Frances Stebbins Allenová zemřela 14. února 1941 a Mary Electa Allenová zemřela čtyři dny po smrti své sestry 18. února 1941.

## Fotografie na výstavě
Slečny Allenové publikovaly sedm katalogů fotografií v letech 1904 až 1920. Jejich negativy ze skleněné desky zdědil příbuzný, který je skladoval na zadní verandě, což způsobilo jejich značné poškození. V 60. letech obdržela Pocumtuck Valley Memorial Association řadu takových negativů od příbuzné Margaret Harris Allenové. Ty byly v 70. letech Margaret roztříděny a archivovány a v roce 1996 přeneseny do Muzea pamětní síně. Celkem 2 300 snímků bylo uloženo v muzeu a prezentováno na výstavě „The Allen Sisters: Pictorial Photographers 1885–1920“. Fotografie zkatalogizovala a uchovala Mary Hawksová z původní linie Deerfield a Judy Lawrence, dcera Margarety.